# Dypsis jumelleana
Dypsis jumelleana är en enhjärtbladig växtart som beskrevs av Henk Jaap Beentje och John Dransfield. Dypsis jumelleana ingår i släktet Dypsis och familjen Arecaceae. IUCN kategoriserar arten globalt som sårbar. Inga underarter finns listade i Catalogue of Life.